# Landstigningen i Normandie
Landstigningen i Normandie, kodnamn Operation Neptune, var etableringen av ett brohuvud under de allierades invasion av Normandie, även känd som Operation Overlord, under andra världskriget. Landstigningarna inleddes tisdagen den 6 juni 1944 (Dagen D), med början klockan 06:30. I planeringen var Dagen D den term som används för dagen för de faktiska landstigningarna, vars datum länge var beroende av slutligt godkännande.

## Förlopp
Anfallet genomfördes i två faser: en luftburen attack som landsatte 24 000 brittiska, amerikanska, kanadensiska och fria franska luftburna soldater strax efter midnatt, och en amfibisk landstigning med allierat infanteri och pansardivisioner på Frankrikes kust som började klockan 06.30. Själva landstigningsfasen under Operation Overlord kallades Operation Neptune.
Operationer i avseende som lockbete verkställdes också kodnamn Operation Glimmer och Operation Taxable för att distrahera de tyska styrkorna från den verkliga landningszonen.
Operationen var den största amfibiska invasionen i världshistorien, med över 160 000 soldater som landsteg den 6 juni 1944. Omkring 195 700 allierade sjömän och personal ur handelsflottan på över 5 000 fartyg var inblandade. Invasionen krävde transport av soldater och material från Storbritannien av trupplastade flygplan och fartyg, landstigningsfartygen, flygunderstöd, militära förbud av Engelska kanalen och marint artilleriunderstöd. Landstigningarna ägde rum längs en 80 km lång sträcka av Normandies kust indelad i fem sektorer: Utah, Omaha, Gold, Juno och Sword.